# Volkswagen Corrado
Volkswagen Corrado je sportovní automobil, který v letech 1988 až 1995 vyráběla německá automobilka Volkswagen. Pro ni ho vyráběla firma Karmann. Vůz nahradil typ Scirocco a po ukončení výroby neměl přímého nástupce. Tím se stala v roce 2008 další generace Scirocca. Celkem bylo vyrobeno 97 521 kusů. Několik z nich vyrobil Karmann ve verzi kabriolet.

## Popis
Vůz měl třídveřovou čtyřmístnou karoserii typu hatchback. Byl postaven na základě druhé generace Golfu. Od roku 1990 se prodával i ve Spojených státech. Speciálním prvkem bylo přítlačné křídlo, které se vysunovalo při 120 km/h. Tento prvek je znám z vozů Porsche. Prodávaly se i speciální edice. V Německu edice Jet, ve Velké Británii Champaign a v Itálii Estoril.
Vůz měl pětistupňovou převodovku umístěnou napříč. Podvozek byl bezrámový. Přední kola nezávisle zavěšená na příčných ramenech a vzpěrách McPherson, zadní na vlečných ramenech odpružených vinutými pružinami s teleskopickými tlumiči. Vpředu i vzadu byl zkrutný stabilizátor. Vůz byl vybaven posilovačem a protiblokovacím systémem Bosch ABS. Přední i zadní brzdy byly kotoučové.

## Motory
- 1,8l – 100 kW
- 1,8l G60 – 118 kW
- 2,0l – 85 kW
- 2,0l – 100 kW
- 2,8l VR6 – 128 kW
- 2,9l VR6 – 140 kW